# Molophilus (Molophilus) sinclairi
Molophilus (Molophilus) sinclairi is een tweevleugelige uit de familie steltmuggen (Limoniidae). De soort komt voor in het Australaziatisch gebied.